# Свистухин, Николай Яковлевич
Николай Яковлевич Свистухин (род. 14 мая 1947, Дзержинск) — советский хоккеист, нападающий.
В чемпионате СССР дебютировал в сезоне 1965/66 в «Торпедо» Горький, за которое выступал в течение девяти сезонов. В сезонах 1973/74 — 1974/75 играл во первой лиге за СКА МВО, проведя в первом сезоне пять матчей за ЦСКА. С сезона 1975/76 — в киевском «Соколе». В начале сезона 1979/80 перешёл в фарм-клуб «Машиностроитель» из второй лиги. После следующего сезона завершил карьеру.